# Chez la modiste
Chez la modiste (Nederlandse titel: In de hoedenwinkel) is een portret gemaakt door de Franse impressionistische kunstschilder Edgar Degas rond 1884, olieverf op doek, 100 × 110,7 centimeter groot. Het toont een "modiste" in een Parijse hoedenwinkel, omgeven door een aantal zorgvuldig door de kunstenaar gearrangeerde dameshoeden. Het schilderij bevindt zich momenteel in de collectie van het Art Institute of Chicago.

## Context
Degas werd bekend om zijn weergave van het toevallige en het vluchtige: een stijlaspect dat hij had overgenomen van de fotografiekunst. Met name ook in zijn weergaven van hoedenwinkels (een twintigtal) is die aandacht voor het voorbijgaande herkenbaar: schijnbaar toevallige momenten weergegeven vanuit schijnbaar willekeurige posities. Later echter zou uit de vele schetsen die Degas naliet blijken hoe nauwgezet hij elke compositie voorbereidde en uiteindelijk uitwerkte. Chez la modiste doet daarbij bijna denken aan een bloemstilleven. Hij arrangeerde de hoeden met zorg ten opzichte van elkaar en gaf elke dop haar eigen karakter. De belijningen en kleuren lijken willekeurig maar zijn met aandacht gekozen en geordend, als de bloemen in een met zorg geschikt boeket. Herkenbaar daarbij is de invloed vanuit de Japanse prentkunst.
Het Art Institute Chicago, waar het werk zich momenteel bevindt, presenteert Chez la modiste op zijn website als "de meest ambitieuze expressie" die Degas van het thema hoedenwinkels heeft gemaakt. Het modecentrum Parijs telde in de periode dat het doek werd geschilderd meer dan 300 hoedenwinkels en zo'n 2400 hoedenmaaksters. Later zouden die aantallen snel verminderen ten gevolge van de industrialisatie van het ambacht.

## Afbeelding

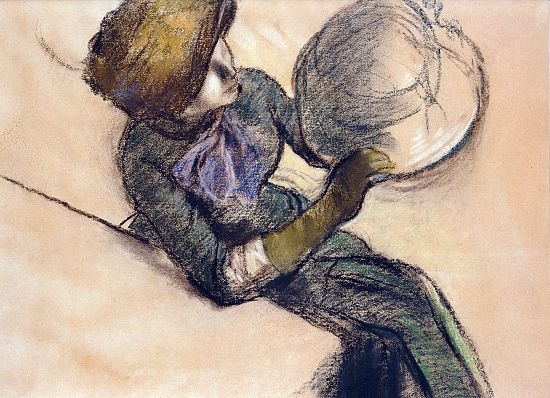
Studie voor het schilderij

Chez la modiste toont een hoedenmaakster die haar handwerk met aandacht beoordeelt. Ze knijpt haar lippen samen, mogelijk met een naald ertussen. Röntgenonderzoek heeft later uitgewezen dat Degas oorspronkelijk waarschijnlijk een klant heeft willen weergeven, maar werkendeweg zijn bedoeling heeft aangepast, van een ijdele bourgeois-dame naar een trotse handarbeidster. De dure jurk van het model en haar lange handschoenen verraden nog de oorspronkelijke gedachte. Het model is ook eleganter weergegeven dan in dit type werken doorgaans gebruikelijk bij Degas.
De hoeden in Chez la modiste beslaan zo'n twee derde van het linkerdeel van de compositie. Eén hoed lijkt zodanig gepositioneerd dat het bijna lijkt alsof hij door de hoedenmaakster zelf wordt gedragen. De vrouw lijkt zich niet bewust dat ze wordt geportretteerd. Ze lijkt als het ware verbannen naar het rechterdeel van het schilderij, waarbij een deel van haar rok en de hoed die ze vasthoudt zelfs worden afgesneden van het doek, als op een foto die een breder perspectief tot doel heeft. De vrouw kijkt aandachtig naar de hoed en plooit de linten ervan min of meer buiten het gezicht van de toeschouwer. Opvallend is de beweging van haar handen, die bepaald worden door het vlak links erboven, waar een vage corresponderende achtergrond is te zien, waarbij de schilder de penseelstreken rond de armen haaks op de contouren ervan plaatst. Het onderstreept eens te meer de weloverwogenheid die Degas aan de dag legde bij het uitwerken van zijn compositie.
Degas schilderde Chez la modiste, als vaker, vanuit een hoger gelegen positie. Hij suggereerde daarmee een terloopse, toevallige betrachting, alsof hij de hoedenmaakster in haar omgeving bespiedt. Ook hier echter blijkt uit diverse studies hoe vaak Degas experimenteerde met kleine variaties in de positionering en zijn precieze gezichtsveld, en daarmee met het nauwgezet bepalen van de algehele opzet. Zelf zei hij ooit: "Mijn schilderijen zijn het resultaat van wiskundige berekeningen en ontelbare studies. Mijn modellen voegen het aspect van het alledaagse leven toe, ik het kunstzinnige".

## Andere hoedenwinkelwerken

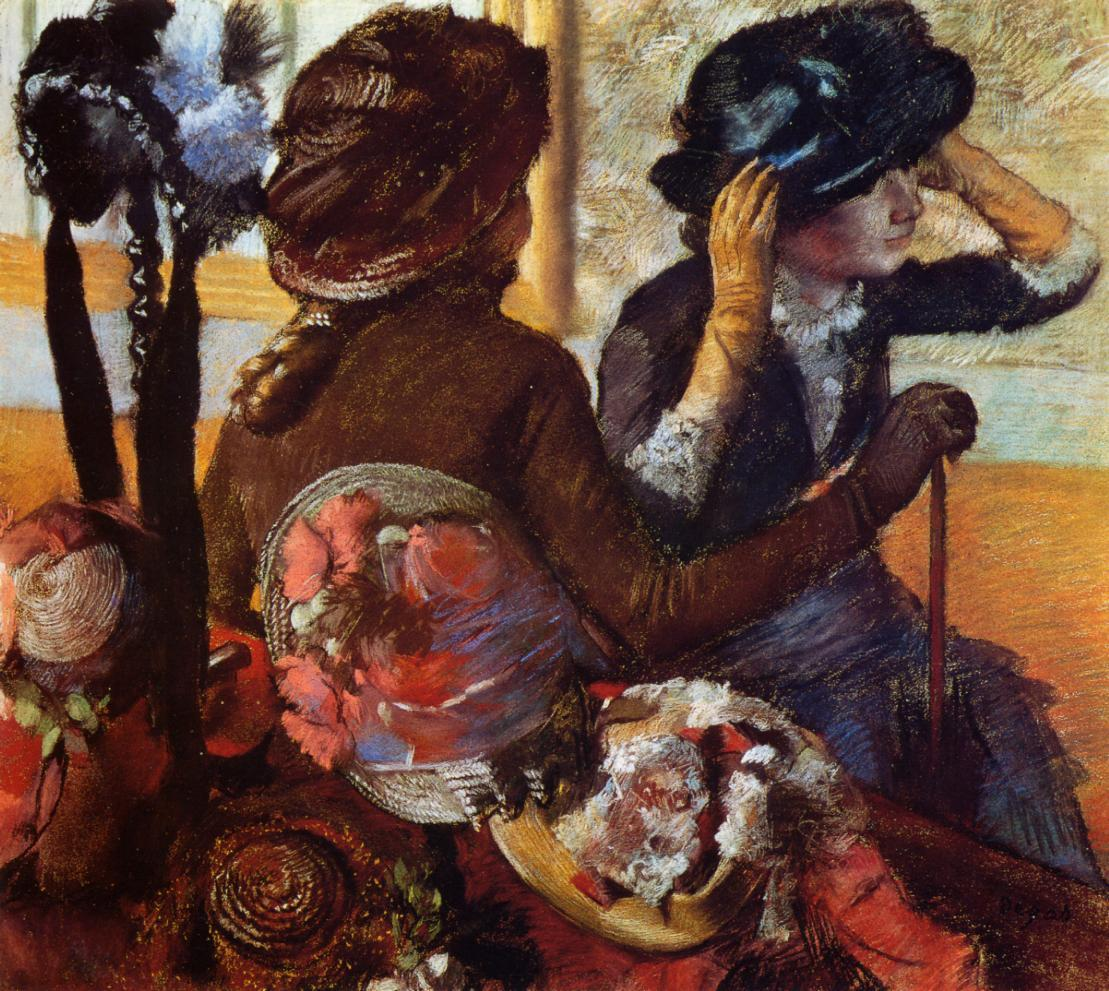
Bij de modiste, 1882
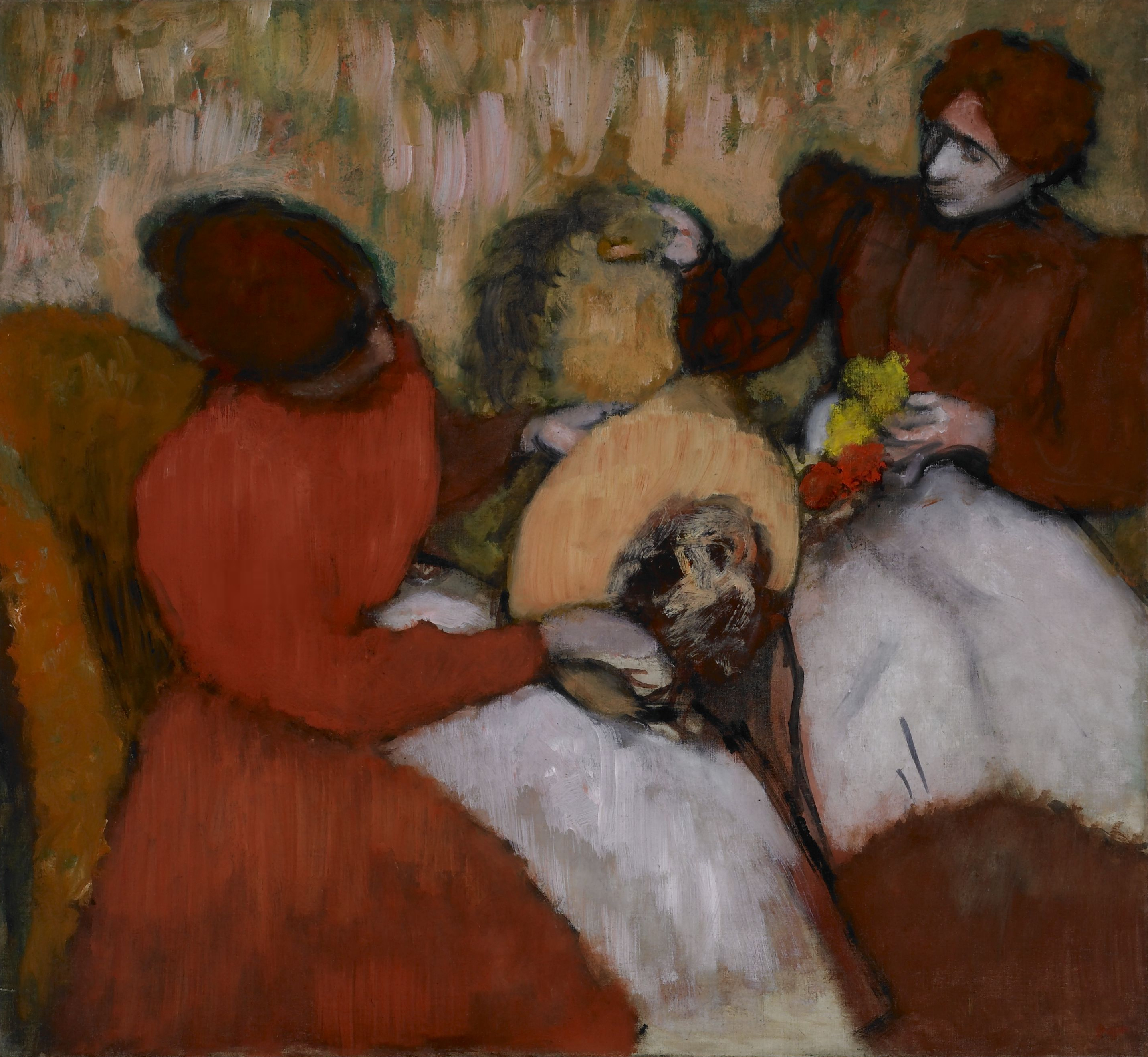
De modistes, 1898
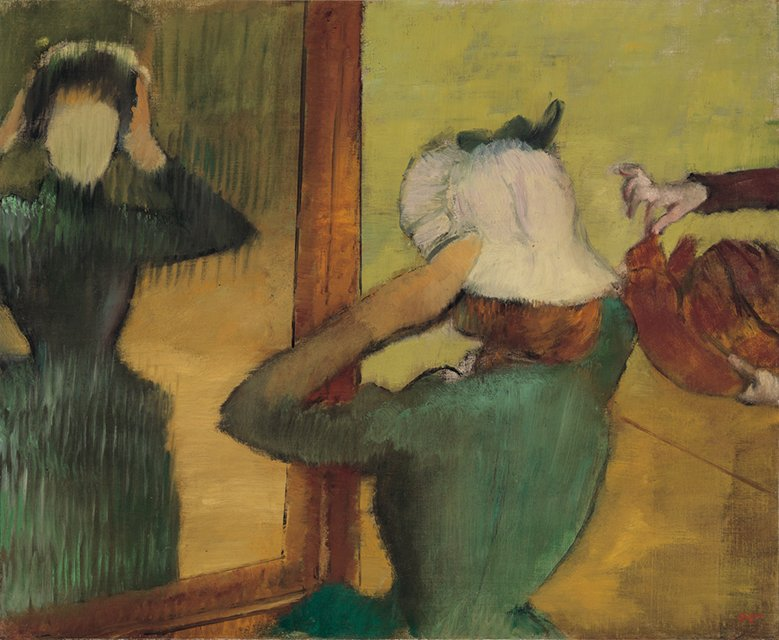
At the milliners, 1882-1885
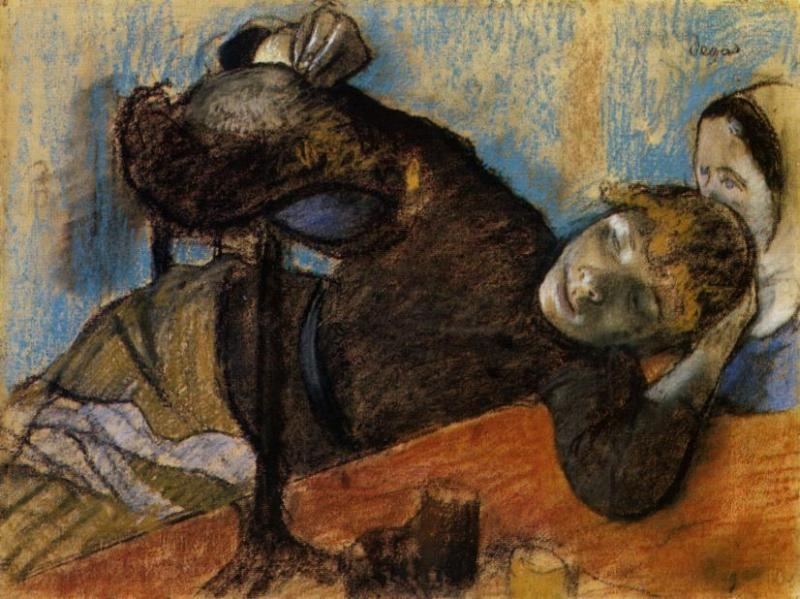
The milliner, 1882
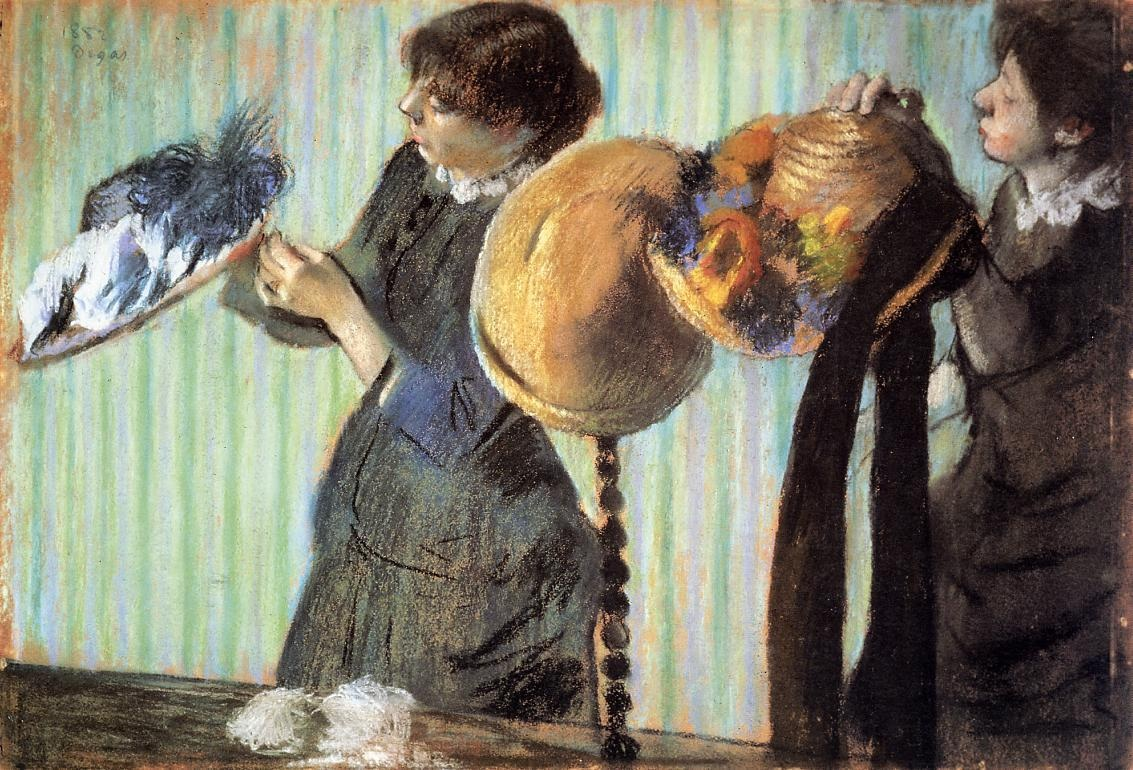
De kleine hoedenwinkel, 1882